# 衔接子
衔接子（英語：Adapter）在基因工程中是指一段短的、化学合成的、双链DNA分子，用于衔接两种其它DNA分子末端。其可被用于将黏性末端添加到cDNA上，这样可使得cDNA更有效地被连接到质粒上。
衔接子被用于连接末端序列不同的两种DNA分子。当需要将由一种限制酶（如EcoRⅠ）切成的DNA插入物与由另一种酶（如BamHⅠ）打开的载体相连时，就需要用到转换衔接子。这种衔接子可被用于将由BamHⅠ产生的黏性末端转换为由EcoRⅠ产生的那种末端，反之亦然。